# Präsidentschaftswahl in Estland 2001

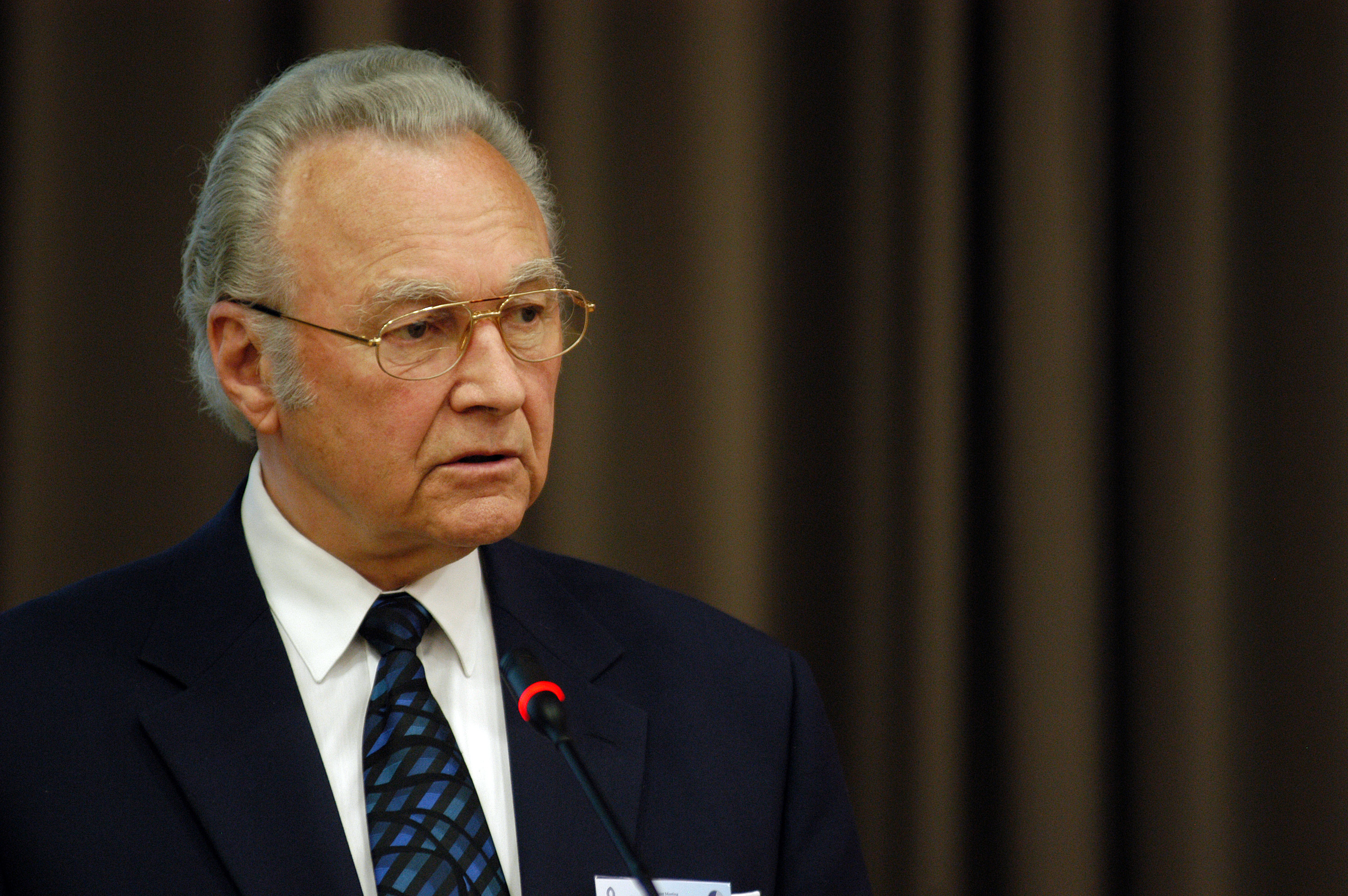
Arnold Rüütel wurde am 21. September 2001 zum estnischen Staatspräsidenten gewählt

Die Präsidentschaftswahl in Estland 2001 fand vom 2. August bis zum 21. September statt. Zum zweiten Staatspräsidenten nach Wiedererlangung der estnischen Unabhängigkeit 1991 wurde Arnold Rüütel gewählt.

## Hintergrund
Estland erklärte im August 1991 die Loslösung von der Sowjetunion und die Wiederherstellung seiner staatlichen Unabhängigkeit. Zum ersten Staatspräsidenten nach Wiedererlangung der Souveränität wurde im Oktober 1992 Lennart Meri (1929–2006) gewählt. Meri wurde im September 1996 für eine weitere Amtszeit bestätigt.

## Parlament
Nach § 79 der estnischen Verfassung von 1992 ist zunächst das Parlament (Riigikogu) zur Wahl des Staatsoberhaupts berufen. Ein Kandidat benötigt zur Wahl 68 Ja-Stimmen der 101 Parlamentarier. Drei Wahlgänge sind möglich. Aufgrund der schwierigen Mehrheitsverhältnisse im Parlament gelang es 2001 keinem der Bewerber, im Parlament die notwendige Mehrheit auf sich zu vereinigen.
| Kandidat          | 1. Wahlgang | 2. Wahlgang | 3. Wahlgang |
| ----------------- | ----------- | ----------- | ----------- |
| Peeter Kreitzberg | 40          | 36          | 33          |
| Andres Tarand     | 38          | −           | –           |
| Peeter Tulviste   | –           | 35          | 33          |

## Wahlversammlung
Daher kam am 21. September 1996 gemäß der estnischen Verfassung eine besondere Wahlversammlung (valimiskogu) im Konzerthaus Estonia in Tallinn zusammen. Sie bestand aus den Abgeordneten des estnischen Parlaments sowie 266 Wahlmännern und -frauen, die von den kommunalen Gebietskörperschaften (Städten und Gemeinden) entsandt wurden.
In der Wahlversammlung ist zum Staatspräsidenten gewählt, wer mehr als die Hälfte der abgegebenen Stimmen der 367 Mitglieder der Wahlversammlung auf sich vereinigen kann.

### Erster Wahlgang
Im ersten Wahlgang traten vier Kandidaten gegeneinander an. Von ihnen konnte keiner die für die Wahl notwendige Mehrheit erreichen.
| Kandidat          | Ja-Stimmen |
| ----------------- | ---------- |
| Peeter Kreitzberg | 72         |
| Arnold Rüütel     | 114        |
| Toomas Savi       | 90         |
| Peeter Tulviste   | 89         |

### Zweiter Wahlgang
Die beiden Bestplatzierten des ersten Wahlgangs standen sich am selben Tag in einem zweiten Wahlgang gegenüber: der Vorsitzende der konservativ-ländlich orientierten Volksunion (Rahvaliit) und ehemalige Präsident des Obersten Sowjets Arnold Rüütel (1928–2024) und der estnische Parlamentspräsident Toomas Savi (* 1942) von der liberalen Reformpartei (Reformierakond).
In der Stichwahl konnte sich Arnold Rüütel mit 186 Ja-Stimmen gegen seinen Herausforderer Toomas Savi (155 Ja-Stimmen) durchsetzen.

## Präsident
Arnold Rüütel trat seine fünfjährige Amtszeit als Staatspräsident mit der Vereidigung vor dem Parlament am 8. Oktober 2001 an.
Bei der Präsidentschaftswahl 2006 scheiterte Rüütel knapp gegen den sozialdemokratischen EU-Parlamentarier und früheren Außenminister Toomas Hendrik Ilves.